# Conan I di Bretagna
Conan I detto il Torto, in francese Conan Ier dit le Tort  (927 – Conquereuil, 27 giugno 992) fu dal 970 conte di Rennes col nome di Conan I di Rennes e dal 990 duca di Bretagna col nome di Conan I di Bretagna fino alla sua morte.

## Origine
Conan, secondo La chronique de Nantes, era figlio del conte di Rennes, Judicael Berengario e della moglie, Gerberga di cui non si conoscono gli ascendenti.
Judicael Berengario, secondo il secondo volume della Histoire de Bretagne dello storico francese, Arthur de La Borderie, era figlio del conte di Rennes, di Bayeux e marchese di Neustria, Berengario II e della figlia di Gurvant, pretendente al trono dei Bretoni, in contrapposizione a Pasquitano, conte di Vannes.

## Biografia
Conan, come ci conferma La chronique de Nantes, viene citato, per la prima volta, nella lettera di papa Giovanni XIII in cui vengono indicati i principali condottieri dei Bretoni: Hoel I, suo fratello Guerech, il padre di cona, Judicael Berengario, conte di Rennes e Conan il Torto, quando viene ricordato che suo padre, per i territori della contea di Rennes, aveva rinnovato atto di sottomissione al conte di Blois, di Chartres, di Châteaudun, e di Tours, Tebaldo I il Truffatore (Tebaldo I il Truffatore, in quanto tutore del duca di Bretagna, Drogone, secondo il II volume della Histoire de Bretagne dello storico francese, Arthur de La Borderie, dopo la morte di Alano II di Bretagna, aveva ottenuto il giuramento di fedeltà da parte dei notabili Bretoni).
Suo padre Judicael, secondo La chronique de Nantes morì nel 970 circa e Conan gli succedette come conte di Rennes e non volle riconoscere Hoel I, come duca di Bretagna e si proclamò Conan I, duca di Bretagna (secondo il monaco Rodolfo il Glabro, uno dei maggiori cronisti d'età medievale, si era fatto incoronare con diadema alla maniera dei re), provocando la reazione di Hoel I che invase la contea di Rennes incendiando tutto il territorio sino alle mura della città di Rennes, riprendendo così il controllo del ducato.
La guerra era durata diversi anni e, ancora secondo La chronique de Nantes, Conan il Torto, che nel 979, si trovava a Chartres, alla corte Oddone I di Blois, successore di Tebaldo I il Truffatore, riprese la lotta, ma ritenendo di poter soccombere di fronte a Hoel I, organizzò l'assassinio del duca di Bretagna, che fu eseguito da un certo Galuron su incarico di Conan. Anche il Cartulaire de l'abbaye de Redon en Bretagne conferma che il mandante della morte di Hoel fu Conan I il Torto e che Hoel fu tumulato nell'abbazia di Redon.
A Hoel I succedette il fratello, Guerech, che da poco era stato eletto vescovo di Nantes ed era in viaggio verso Tours per la consacrazione.
Guerech, rinunciando alla consacrazione (infatti non verrà annoverato tra i vescovi di Nantes) fece ritorno a Nantes dove successe a Hoel I sia come conte che come duca di Bretagna, riprendendo la guerra contro Conan, riuscendo a sconfiggerlo e a costringerlo nella città di Rennes.
Conan, temendo l'alleanza tra Guerech e il conte d'Angiò, Goffredo I, detto Grisegonelle, organizzò l'assassinio di Guerech, che fu avvelenato dal suo medico che era stato contattato da Conan: un certo Héroicus, che era anche abate dell'Abbaye Saint-Sauveur de Redon.
A Guerech succedette il figlio Alano di Nantes, che però morì poco dopo.
Finalmente Conan rimasto l'unico duca di Bretagna, si appropriò di tutto il ducato, occupando anche la contea di Nantes, Judicael, figlio di Hoel I, che aveva ereditato la contea alla morte del cugino, Alano di Nantes, andò a richiedere l'aiuto del cognato di Conan I, il nuovo Conte di Angiò, Folco III Nerra, che intervenne contro Conan I e lo sconfisse nel corso della seconda battaglia di Conquereuil svoltasi il 27 giugno 992, dove Conan morì combattendo: Conan I fu sepolto nell'Abbazia di Mont-Saint-Michel.
Secondo Rodolfo il Glabro, Conan I aveva avuto un diverbio col cognato, Folco Nerra e in seguito, dopo scaramucce e saccheggi, si era arrivati allo scontro aperto; Conan aveva teso una trappola a Folco, ma dopo un iniziale successo (anche Folco era stato disarcionato da cavallo), Folco ripresosi, aveva incitato le sue truppe che ebbero la meglio e Conan fu fatto prigioniero dopo aver subito l'amputazione della mano destra.
Anche il Chronico Sancti Michaelis in periculo maris ed il Chronicon Kemperlegiense confermano la morte di Conan I.

## Discendenza
Conan, ancora secondo Rodolfo il Glabro, aveva sposato, nel 973 circa, la sorella del quarto Conte di Angiò, Folco III Nerra; si trattava di Ermengarda d'Angiò, figlia del terzo Conte di Angiò, Goffredo I Grisegonelle e di Adele di Vermandois (ca. 950 - † 974), figlia di Roberto di Vermandois, conte di Meaux e di Troyes, e d'Adeliaide (930/5- dopo l'agosto 967), figlia di Giselberto di Châlon e di Ermengarda, figlia di Riccardo di Autun e sorella di Ugo il Nero, come confermato dal Cartulaire de l'abbaye de Montiéramey.
Dal matrimonio nacquero cinque figli:
- Goffredo I[28] (980-1008), duca di Bretagna
- Giuditta (982-1017), sposò Riccardo II di Normandia
- Judicael[29] ( † 1037), conte di Porhoet
- Catuallon[30] ( † dopo il 1050), monaco[30], abate di Redon
- Hernod[29] ( † dopo il 1026),

### Fonti primarie
- (LA)  Monumenta Germanica Historica, tomus III.
- (LA)  Rerum Gallicarum et Francicarum Scriptores, tomus X.
- (LA)  Rodulfi Glabri Cluniacensis, Historiarum Sui Temporis, Libri Quinque.
- (LA)  La chroniques de nantes.
- (LA)  Cartulaire de l'abbaye de Redon en Bretagne.
- (LA)  Stephani Baluzii Miscellaneorum, Liber I.

### Letteratura storiografica
- Louis Halphen, Francia: gli ultimi carolingi e l'ascesa di Ugo Capeto (888-987), cap. XX, vol. II (L'espansione islamica e la nascita dell'Europa feudale) della Storia del Mondo Medievale, pp. 636–661.
- (FR)  Histoire de Bretagne, de l'année 754 a l'année 995 di Arthur Le Moyne de La Borderie.
- (FR)  Lobineau, G. A. (1707) Histoire de Bretagne (Paris), Tome I.
- (FR)  La chroniques de nantes.